# Honda CBX
La sigla CBX identifica numerosi modelli di motocicletta della casa motociclistica giapponese Honda, in vendita dal 1978 al 1989.

## Descrizione
Le Honda CBX sono moto stradali sportive, che per le loro caratteristiche si inseriscono tra le Honda CBF e le Honda CBR.
I propulsori sono tutti in configurazione in linea ma con il numero dei cilindri che arrivavano fino all'esacilindrico della 1000 cm³. Quest'ultima in particolare, oltre ad essere stata la prima utilizzante la sigla CBX è stata quella maggiormente pubblicizzata all'epoca della presentazione, mettendola in diretta concorrenza con l'unico altro modello di produzione con motore a 6 cilindri, la Benelli Sei.
Anche per quanto riguarda la presentazione estetica le differenze sono state notevoli; dai primi modelli sprovvisti protezioni aerodinamiche che potevano essere definiti "naked", si è passato, per i modelli successivi, anche alle versioni provviste di carenatura, riconoscibili perlopiù dalla sigla "F".

## Versioni

### 125
Questa cilindrata venne prodotta dal 1984 al 1987, questa cilindrata venne presentata nella versione semicarenata (CBX 125F) e presentata anche nella versione custom (CBX 125J).

### 250
Prodotta dal 1983 al 1986.

### 400
Prodotta dal 1981 al 1989.

### 550
Prodotta dal 1982 al 1984.

### 650
Prodotta dal 1982 al 1984, questa cilindrata venne presentate nella versione chopper, che ha una sella a doppia altezza con una maniglia per il passeggero posta subito dietro alla sella, le ruote sono in lega a 6 razze sdoppiate, il faro è rettangolare, con due clacson sotto al faro, gli specchietti retrovisori sono rettangolari e bilaterali.

### 750
Prodotta dal 1983 al 1986.

### 1000
Prodotta dal 1978 al 1982.